# Чернышово (Пышминский муниципальный округ)
Чернышово — село в Пышминском городском округе Свердловской области России.

## Географическое положение
Чернышово расположено к югу от посёлка городского типа Пышма, в 3 километрах (по дороге в 4 километрах) от центра посёлка, на правом берегу реки Пышмы. На левом берегу, за небольшими старицами, раскинулась уже южная часть посёлка Пышма. В окрестностях Чернышова был расположен ботанический природный памятник — Чернышовский бор, участок Припышминских боров.

## Население
| 2002 | 2010 | 2021 |
| ---- | ---- | ---- |
| 480  | ↘423 | ↘336 |